# Constitución Política del estado de Tabasco
La Constitución Política del Estado Libre y Soberano de Tabasco (México), es el marco político y legal para la organización y relación del gobierno del estado de Tabasco, los ciudadanos, y todas las personas que viven o visitan el estado.
A lo largo de su historia, el estado de Tabasco ha tenido un total de ocho Constituciones, la primera fue redactada por el Congreso Constituyente el 5 de febrero de 1825, siendo Tabasco el cuarto estado del país en contar con una Constitución local, solo después de las existentes en los estados de Jalisco, Oaxaca y Zacatecas.
Cabe mencionar, que de las ocho Constituciones, solo las de 1825, 1857 y 1919 han sido realizadas por un Congreso Constituyente, por lo que las de 1831, 1850, 1883, 1890 y 1914 son consideradas en algunos textos como "reformas" a la Constitución anterior.
La actual Constitución Política del estado de Tabasco, data del 5 de abril de 1919.

## Historia

### Primera Constitución (1825)

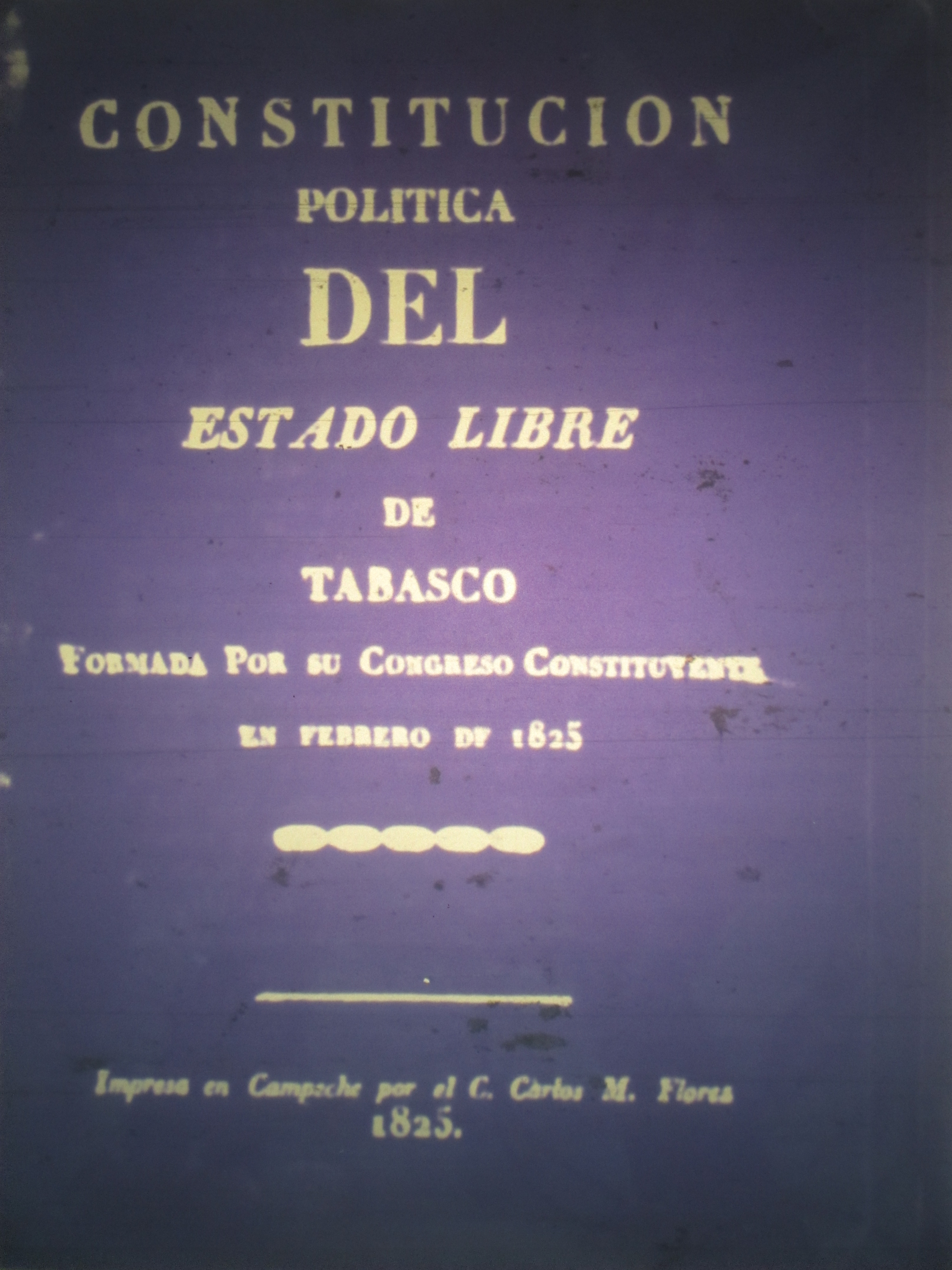
Portada de la Constitución Política de Tabasco promulgada en 1825.

El 3 de mayo de 1824 se instaló el primer Congreso del estado libre, independiente y soberano de Tabasco, y poco después se erigió en Congreso Constituyente, para finalmente sancionar el 5 de febrero de 1825, la primera Constitución Política del estado de Tabasco y fue promulgada el 26 de febrero de ese mismo año por el vicegobernador encargado del Poder Ejecutivo del estado Pedro Pérez Medina. Cabe mencionar que Tabasco fue el cuarto estado del país en contar con una Constitución Política.
El Congreso Constituyente estaba integrado por: 
- Manuel de Ayala y Domínguez (presidente)
- Manuel Antonio Ballester (secretario)
- Agustín Manzo (secretario)
- Santiago Duque de Estrada
- Juan Dionisio Marcín
- Juan Estevan Campos
- Juan Mariano de Sala
- Rudesindo María Hernández
- Domingo Giorgana
- Nicanor Hernández Bayona
- Manuel José Hernández

La Constitución de 1825 constaba de once capítulos y 224 artículos además una característica que vale la pena resaltar es que comienza con la frase:

"En nombre de Dios Todopoderoso Creador y Conservador de la Sociedad. El Congreso Constituyente del estado Libre, Independiente y Soberano de Tabasco, deseoso de cumplir la voluntad de sus comitentes y llenar el fin de su instituto, proporcionándole su felicidad decreta para su gobierno interior la presente Constitución"

Esto muestra claramente el sentido de quienes crearon estos puntos, un sentido altamente religioso pero además argumenta que el fin es que proporcione equilibrio al interior de la entidad y buscar cierta autonomía.
Los puntos que aborda esta primera Carta Magna, son religión, derechos y obligaciones, juntas electorales, del Poder Legislativo, del Poder Ejecutivo, Poder Judicial, gobierno interior de Tabasco, Milicia del estado y Hacienda Pública.
Dentro de los artículos destacados se encuentran lo referente a la libertad e independencia del estado, en relación con las demás entidades de la federación y países; el establecimiento de leyes para conservar la seguridad y propiedad internas, y las obligaciones del estado en vigilar la propiedad, igualdad, libertad y seguridad de los ciudadanos. En el capítulo tercero prohíbe la introducción de esclavos en el territorio y decreta libres a los hijos que nacieren de los que actualmente habitan en él, pero no instituye la abolición de la esclavitud. Admitía solo el ejercicio de la religión católica, y decreta que el estado tendrá un gobierno: representativo, popular, republicano y federal, estableciendo la división de poderes en Ejecutivo, Legislativo y Judicial, especificando que no pueden concentrarse en una persona dos o más de estos poderes.
La Constitución negaba los derechos a quienes se naturalizaran extranjeros, a los que se establezcan fuera del estado sin licencia, a los sentenciados, y a quienes vendan o compren su voto en las juntas electorales y por quiebra fraudulenta calificada.
En lo relativo al Poderl Legislativo, esta Constitución señalaba que debería de estar formado por un representante de cada uno de los partidos que componían el territorio, es decir 9 Diputados, y dentro de los requisitos para ser Diputado mencionaba tener 25 años y ser oriundo de la entidad, con residencia en ella de cinco años.
La primera Constitución Política del Estado de Tabasco tuvo once capítulos.
- I.    Del Estado, su religión, territorio y gobierno.
- II.   De los tabasqueños, sus derechos y obligaciones
- III.  De los ciudadanos y de sus derechos
- IV.   De las Juntas Electorales
- V.    Del Poder Legislativo
- VI.   Del Poder Ejecutivo
- VII.  Del Poder Judicial
- VIII. Del Gobierno Interior del Estado
- IX.   De la Hacienda Pública del Estado
- X.    De la Milicia del Estado
- XI.   Sección Única

De acuerdo a esta Constitución, el territorio de Tabasco, quedaba configurado por 9 partidos: Teapa, Tacotalpa, Jalapa, Jalpa, Cunduacán, Macuspana, Jonuta, Usumacinta y Villahermosa agrupados en tres departamentos: La Sierra, La Chontalpa y La Capital.
Posterior a la jura de la Constitución, se celebró un Te Deum solemne en acción de gracias al "Altísimo" en la iglesia de Esquipulas.

### Segunda Constitución (1831)
La segunda Constitución estatal o también mencionada en algunos textos como "Reformas de 1831", ya que para su elaboración no se convocó a un Congreso Constituyente, sino que fue promulgada por la V Legislatura del Congreso del Estado integrada entre otros por: Agustín Güitar, Joaquín Burelo, Eduardo Correa, Juan Ignacio Marchena y Manuel José Hernández, siendo sancionada por el gobernador José María Rovirosa el 16 de septiembre de 1831, y fue un fiel reflejo renovador de esa época, caracterizado por el centralismo imperante en el país.
En relación con la Constitución de 1825, esta tuvo algunos cambios como el hecho de que se estableció la Vicegubernatura, la subvicegubernatura y el ejercicio del Poder Ejecutivo por una sola vez, el establecimiento de la Diputación Permanente integrada por tres propietarios y un suplente. También hubo cambios en el tiempo que el gobernador debería permanecer en el cargo. En relación con el Poder Judicial, se sentaron las bases de la administración de la justicia en lo general y en lo criminal, muchas de ellas vigentes en nuestros días.
En lo relativo a la conformación del Poder Legislativo, la Constitución señalaba que debería de estar integrado por 9 Diputados, que para ser electos deberían de contar con un mínimo de 25 años y ser oriundo de la entidad, con residencia en ella de cuatro años.

### Tercera Constitución (1850)
El restablecimiento del federalismo en el estado y el país, hizo necesaria la vigencia de una Constitución acorde a los nuevos tiempos. El 7 de agosto de 1850, la XIII Legislatura del Congreso del Estado, elaboró la tercera Constitución Política del Estado la cual fue promulgada y sancionada por el gobernador José Julián Dueñas el 17 de agosto de ese año. Para su elaboración no se convocó a un Congreso Constituyente, por lo que en algunos textos la consideran como "Reformas de 1850".
Esta Constitución guarda íntima relación con la de 1825 y algunos preceptos de la de 1831, reflejando importantes modificaciones en cuanto a la forma, pero no en el fondo. A diferencia de la de 1831, esta nueva Constitución estatal reconocía las Garantías individuales como derechos ciudadanos, eliminando el párrafo que hacia alusión a la condición de los esclavos, y elevaba la edad de los votantes de 18 a 20 años y establecía que el Congreso del Estado estaría formado por 9 Diputados propietarios y 3 suplentes, y que los Diputados deberían de contar con mínimo 25 años y ser mexicano con vecindad de cuatro años.
En lo referente al territorio, se dividía al estado den 4 departamentos: Centro, Chontalpa, Sierra y Usumacinta. Y once partidos: San Juan Bautista, Nacajuca, Macuspana, Cunduacán, Jalpa, Comalcalco, Teapa, Tacotalpa, Jalapa, Jonuta y Usumacinta.

### Cuarta Constitución (1857)
El Congreso Constituyente elaboró y promulgó el 5 de febrero de 1857 una nueva Constitución estatal que fue sancionada hasta el 15 de septiembre de ese año por el gobernador Victorio Victorino Dueñas.
El Congreso Constituyente estaba integrado entre otros por:
- Manuel Antonio León
- Domingo García Ballester
- Felipe J. Serra
- Juan R. Rovirosa
- Pedro A. Paillet

La nueva Constitución dejaba atrás a sus antecesoras de 1825 y sus reformas de 1831 y 1850, y su contenido reflejaron en gran medida los cambios sociales, políticos y económicos de mediados del siglo XIX. Para ese momento, ya existía en Tabasco una corriente fuerte, identificada con los postulados liberales.
Esta cuarta Constitución constaba de 21 capítulos y 78 artículos, y se incluían aspectos no antes tratados como la soberanía del estado, que "residía en los individuos que lo componen" y los "Derechos del hombre", contemplados en los primeros 29 artículos. También tuvieron gran influencia en esta Constitución las llamadas "Leyes de Reforma" como la "Ley Juárez" y la "Ley Lerdo". En lo referente a la ciudadanía, establecía que era posible perderla si en un plazo de cinco años, los ciudadanos no aprendían a leer y escribir, y reconocía como tabasqueños a los nacidos en el estado y a los extranjeros naturalizados o que adquirieran bienes raíces en la entidad y que tengan hijos mexicanos que renuncien a su nacionalidad; y señalaba como se podía obtener o perder la ciudadanía y las ventajas de esta.

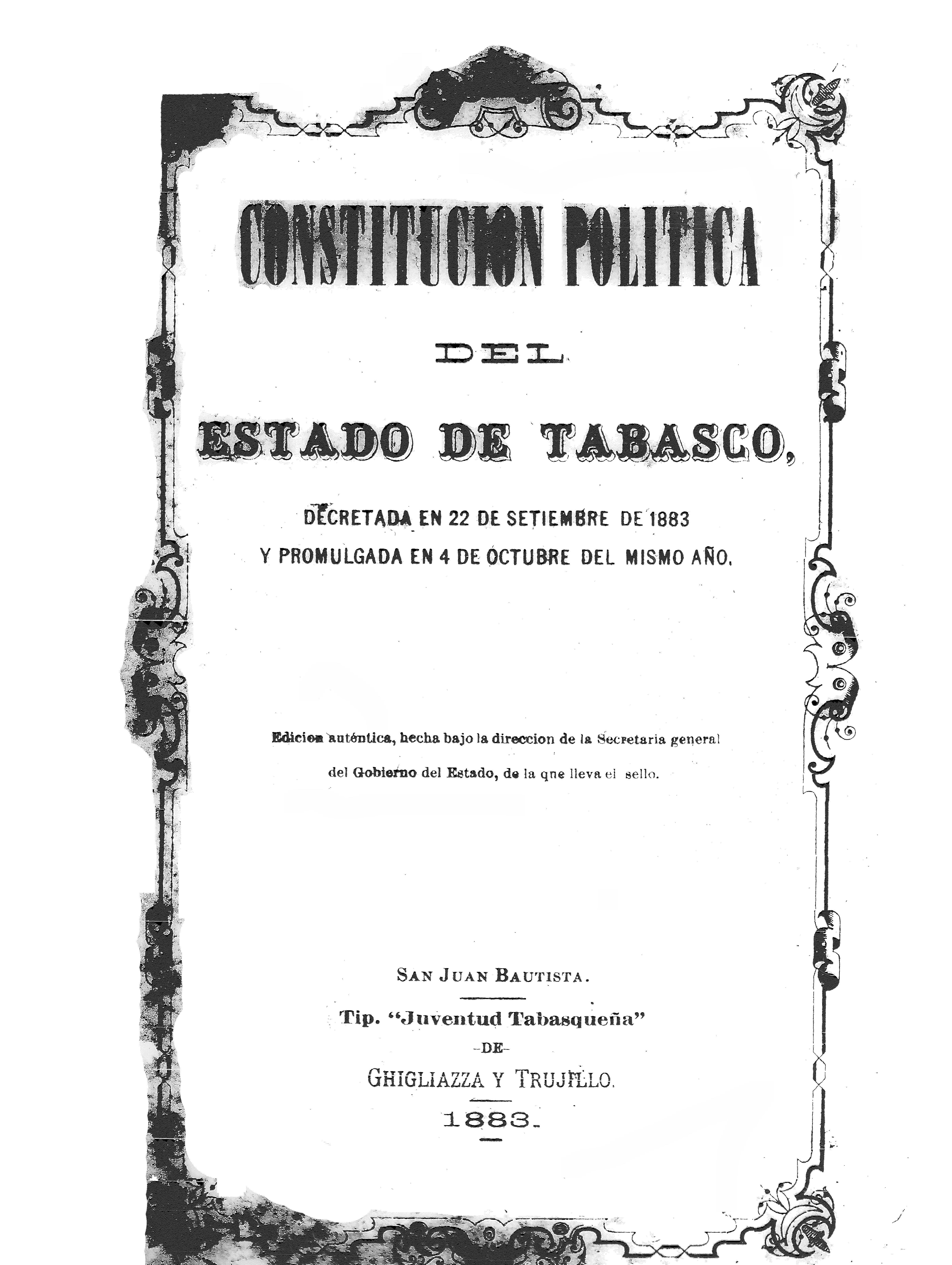
Portada de la Quinta Constitución local de 1883.

En cuanto al Poder Ejecutivo, establecía que el gobernador debería ser electo de manera "popular indirecta" por un período de cuatro años y se continuava con la figura de "vicegobernador" para suplir las faltas temporales o absolutas del ejecutivo. Mientras que el Congreso del Estado, estaría formado por 7 Diputados propietarios e igual número de suplentes con una edad mínima de 25 años y ser mexicano con vecindad de dos años en el estado y que el Poder Judicial estaría en el Tribunal Superior de Justicia.
En lo referente al territorio, y en reflejo de la Constitución Federal de 1857, se le agregaba a Tabasco el cantón de Huimnaguillo que durante mucho tiempo había pertenecido a Veracruz, Tabasco y Tehuantepec. Además establecía que el estado quedaría dividido en 12 partidos: Centro, Nacajuca, Cunduacán, Comalcalco, Jalpa, Huimanguillo, Macuspana, Jalapa, Tacotalpa, Teapa, Jonuta y Usumacinta.

### Quinta Constitución (1883)
El 22 de septiembre de 1883, la XI Legislatura del Congreso del Estado integrada entre otros por: Manuel Sánchez Mármol, Eusebio Castillo, y Manuel Ponz y Ardil, decretó la quinta Constitución del estado de Tabasco, la cual fue sancionada y promulgada por el gobernador del estado Manuel Mestre Gorgoll el 4 de octubre de ese mismo año. Dicha Constitución fue el resultado de las reformas hechas a la anterior de 1857, para adaptar las nuevas disposiciones a las necesidades del momento, y para su elaboración no se convocó a un Congreso Constituyente, por lo que es considerada en algunos textos como "Reformas de 1883".
Sobre la soberanía se incluyeron algunos conceptos tomados de las Leyes de Reforma, así mismo, fueron modificados elementos jurídicos establecidos en los tres poderes: Ejecutivo, Legislativo y Judicial. Y señalaba que el Congreso del Estado, debería de estar conformado por 9 Diputados.
En esta nueva Constitución, se suprime la reelección inmediata del gobernador y solamente se contempla la posibilidad de reelección después de transcurridos cuatro años de haber finalizado su período constitucional. También se aumentó a nueve el número de diputados propietarios al Congreso estatal. En lo referente a la ciudadanía, solamente se reconoce como tabasqueños a los nacidos de padres mexicanos dentro del territorio del estado, y a los nacidos fuera de Tabasco pero que sean de padres tabasqueños que no hubieran perdido la vecindad en el estado.
En lo relativo al territorio, es esta Constitución se establece que el territorio estatal estará dividido en 12 partidos: San Juan Bautista, Nacajuca, Cunduacán, Comalcalco, Jalpa, Huimanguillo, Jalapa, Tacotalpa, Teapa, Macuspana, Jonuta y Balancán, agrupados en tres regiones: La Chontalpa, La Sierra y El Centro.

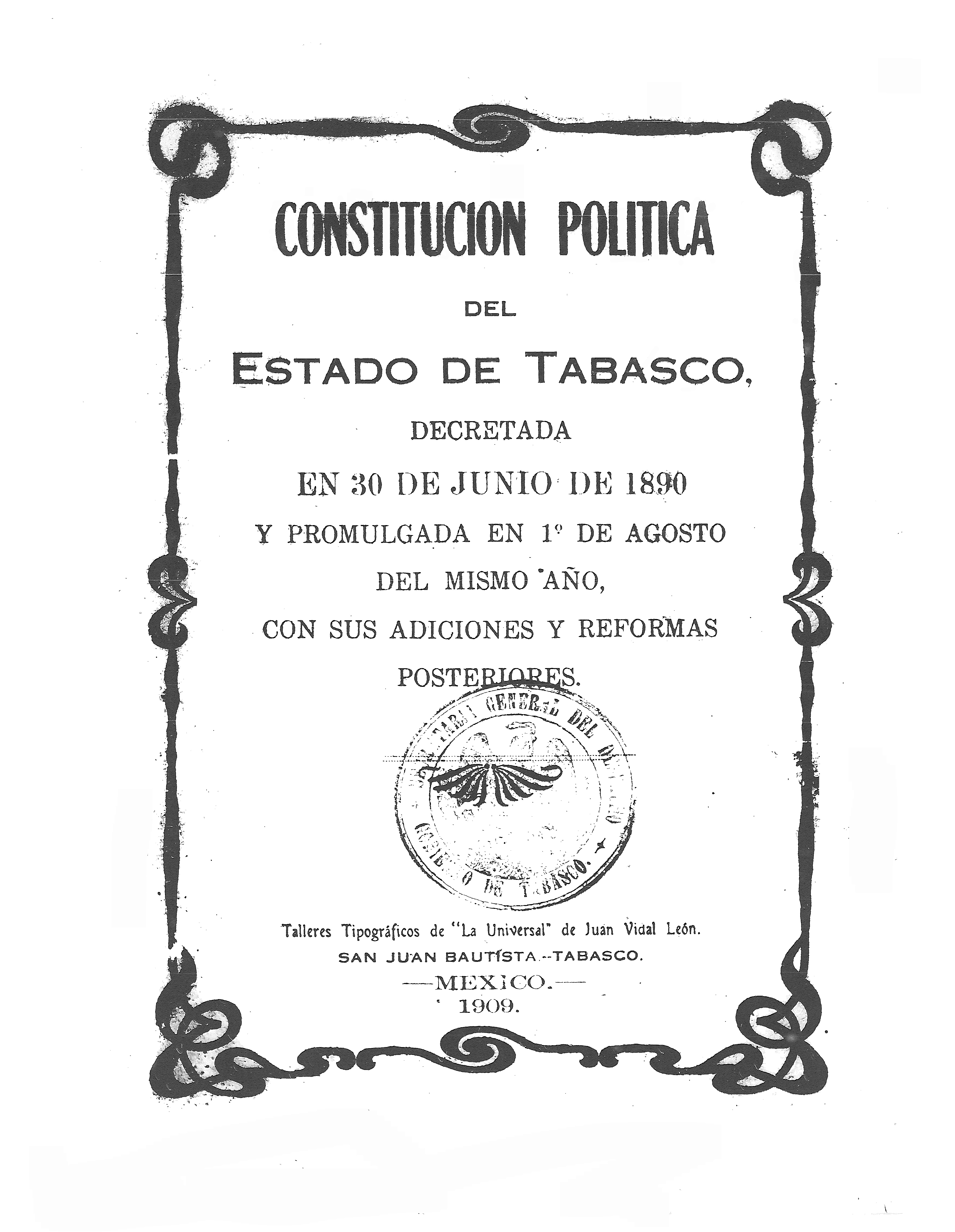
Portada de la Constitución estatal de 1890.

### Sexta Constitución (1890)
El Congreso del Estado, decretó una nueva Constitución sin convocar a un Congreso Constituyente, por lo que es mencionada en algunos textos como "Reformas de 1890". Dicha Constitución fue promulgada el 30 de junio de 1890 por el gobernador Simón Sarlat Nova.
Esta sexta Constitución estuvo muy influenciada por las ideas porfirístas de esa época, un claro ejemplo de ello, fue que se suprime el apartado que suprimía la reelección inmediata del gobernador. En lo referente a la ciudadanía, se considera tabasqueño a los nacidos de padres extranjeros en el territorio estatal que al llegar a su mayoría de edad no manifiesten deseo de conservar la nacionalidad paterna, y a los que siendo mexicanos por nacimiento o naturalización el Congreso declare ciudadanos de la entidad, mientras que se considera extranjero a quienes hayan nacido fuera del territorio del estado y los nacidos de padres tabasqueños fuera del territorio de la provincia.
En lo que se refiere a la integración del Poder Legislativo, esta Constitución refrendaba lo de la anterior de 1883, el sentido de que estuviera integrado por 9 Diputados.
En lo relativo al territorio, con esta Constitución se crearon cinco nuevas municipalidades en el estado: Cárdenas, Frontera, Paraíso, Montecristo y Tenosique, aunados a los 12 existentes, con lo que el estado quedó dividido en 17 municipios, agrupados en tres regiones: La Chontalpa, La Sierra y El Centro.

### Séptima Constitución (1914)
Con la caída del presidente Porfirio Díaz, el posterior asesinato de Francisco I. Madero y José María Pino Suárez, así como el estado de Tabasco en plena efervecencia política y social con la llamada Revolución Constitucionalista, la XXVI Legislatura del Congreso del Estado de Tabasco promulgó una nueva Constitución el 15 de septiembre de 1914, la cual enarbolaba las banderas de los primeros cambios exigidos por los grupos revolucionarios.
Las reformas y adiciones más importantes, se dieron en los apartados relativos al régimen interior del estado, a las Garantías individuales y a los tres poderes, todo enfocado dentro de un marco jurídico que tenía que ver con los movimientos revolucionarios del momento. En lo referente a la conformación del Poder Legislativo, la Constitución de 1914, estipulaba que debe de estar integrado por un Diputado por cada 10 mil habitantes.

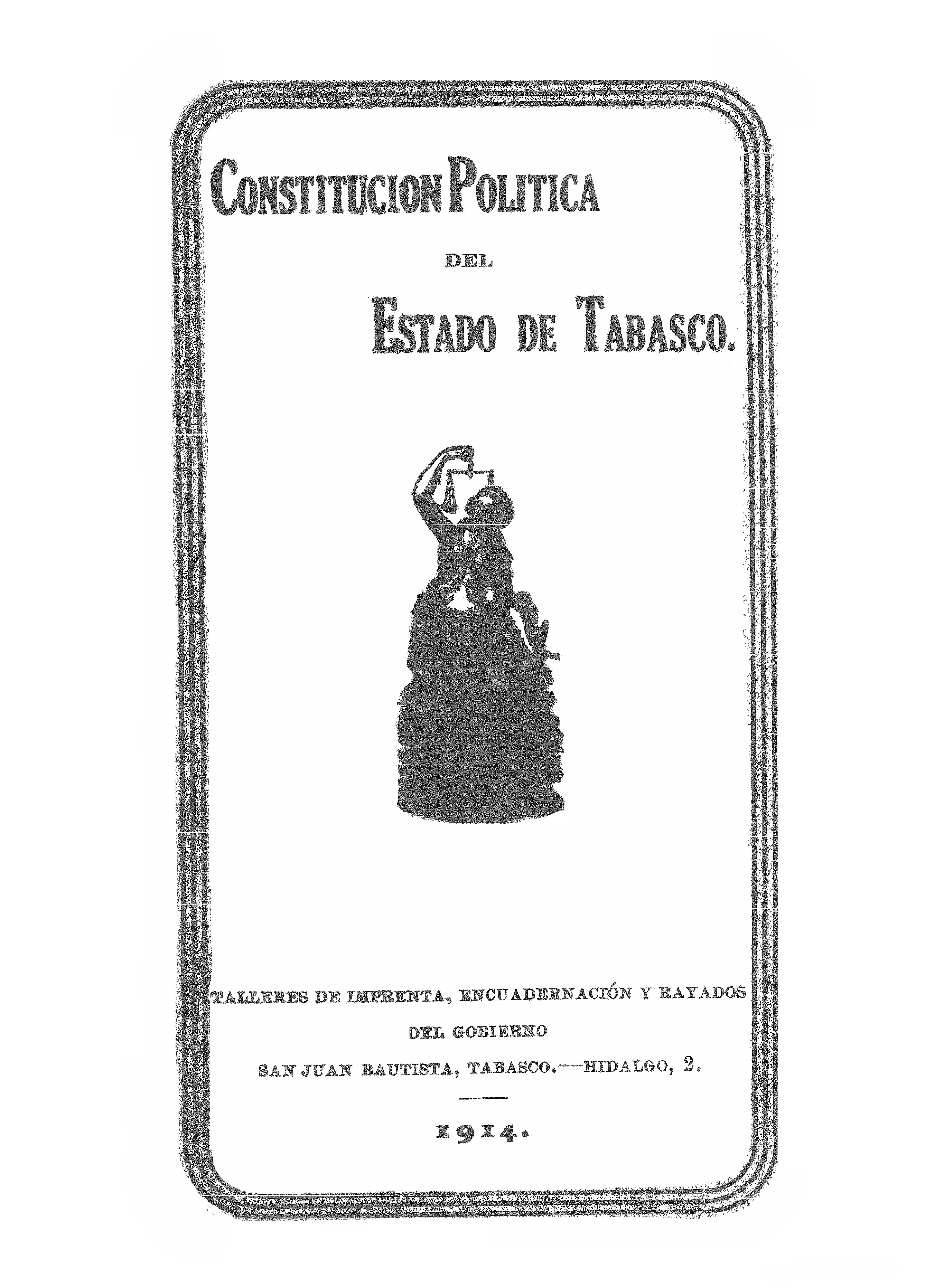
Portada de la Constitución local de 1914, que fue de las primeras en el país, que enarbolaron los primeros cambios exigidos por los revolucionarios.

### Octava Constitución (1919)
La XXVI Legislatura estatal erigida en Congreso Constituyente elaboró el 5 de febrero de 1919 la octava Constitución del estado de Tabasco, la cual fue sancionada y promulgada por el gobernador Carlos Greene el 5 de abril de ese año.
El Congreso Constituyente estaba conformado por:
- Rafael Martínez de Escobar. (Presidente) Diputado por el I Distrito (Centro)
- José Domingo Ramírez Garrido. (Vivepresidente) Diputado por el XI Distrito (Jonuta)
- Fernando Aguirre Colorado. (Secretario) Diputado por el VI Distrito (Huimanguillo)
- Porfirio Jiménez Calleja. (Secretario) Diputado por el VII Distrito (Nacajuca)
- Francisco J. Santamaría. Diputado por el II Distrito (Centro)
- Pedro H. Chapuz. Diputado por el III Distrito (Comalcalco)
- Pedro Casanova Casao. Diputado por el IV Distrito (Cárdenas)
- Natividad de Dios Guarda. Diputado por el V Distrito (Cunduacán)
- Federico Martínez de Escobar. Diputado por el VIII Distrito (Jalpa de Méndez)
- Epafrodito Hernández Carrillo. Diputado por el IX Distrito (Paraíso)
- Benito Hernández Olivé. Diputado por el X Distrito (Frontera)
- Guillermo Escoffié. Diputado por el XII Distrito (Balancán, Montecristo)
- Santiago Ruiz Sobredo. Diputado por el XIV Distrito (Jalapa)
- Alberto Nicolás Casanova. Diputado por el XV Distrito (Macuspana)
- Carlos Pedrero Córdova. Diputado por el XVII Distrito (Teapa)

Esta Constitución obedeció a reivindicaciones sociales propias, insertadas en el triunfo de la Revolución Mexicana. El objetivo fundamental fue lograr la libertad personal y garantizar el fin de la esclavitud que perduró, en beneficio de la clase explotadora, hasta las primeras décadas del siglo XX, mientras que en gran parte del país la cuestión medular eran los derechos políticos y la tenencia de la tierra, lo que queda de manifiesto en el artículo segundo original:

Queda abolida para siempre en el Estado la servidumbre adeudada del peonaje en las fincas del campo. Los sirvientes de otros Estados, que pisen el territorio de Tabasco, quedan en ese solo hecho libres de toda deuda contraída por el concepto de servidumbre, y tienen derecho a la protección de las autoridades y al amparo de las leyes

La Constitución de 1919 constaba originalmente de 154 artículos, pero en las reformas realizadas en 1975 fueron borrados 70 artículos, reduciéndola a solo 84 artículos contenidos en 23 capítulos y 9 títulos, por lo que muchos consideran las reformas de ese año como si se hubiera creado la novena Constitución.

## Contenido de la Constitución actual

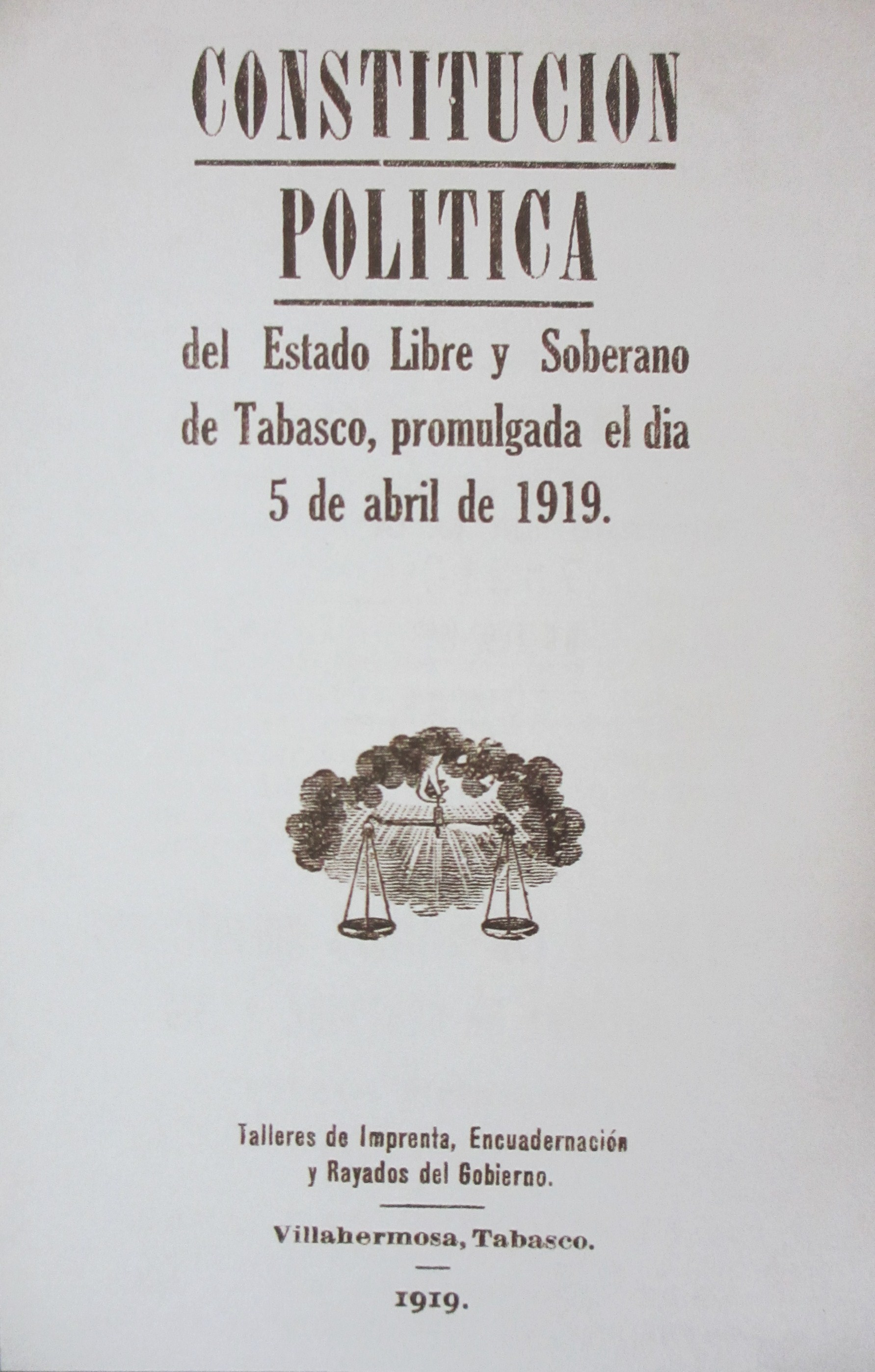
Portada de la Constitución actual del estado de Tabasco, promulgada el 5 de abril de 1919.

La Constitución que rige actualmente al estado de Tabasco fue redactada en 1919, pero ha tenido múltiples reformas a lo largo de los años, las reformas más grandes se han dado en los años de 1975, 2002, 2006 y 2008.
Dentro de los preceptos que señala la Constitución, están el que el estado de Tabasco es libre y soberano, que adopta un sistema de gobierno republicano, representativo y popular, teniendo como su base administrativa el Municipio libre. En lo referente a la forma de gobierno señala que El poder público se divide para su ejercicio en Ejecutivo, Legislativo y Judicial, no podrán reunirse dos o más poderes en un solo individuo o corporación, ni depositarse el Legislativo en una sola persona.
En lo que se refiere al Poder Legislativo, este debe de conformarse con por lo menos 15 Diputados y al fin tantos cuantos distritos uninominales haya, más los de representación proporcional que señalare la ley. Esto es, 21 Diputados del principio de "mayoría relativa" y 14 de "representación proporcional" haciendo un total de 35 Diputados electos cada tres años. Así mismo, los Diputados que integren el Congreso estatal deberán de contar con una edad mínima de 21 años y ser nativo de la entidad o mexicano con una residencia efectiva en ella de por lo menos dos años.
Los 9 Títulos que contiene la Constitución actual son:
- I.    Del Estado y sus habitantes.
- II.   De la Soberanía y de la forma de Gobierno.
- III.  Del Poder Legislativo.
- IV.   Del Poder Ejecutivo.
- V.    Del Poder Judicial
- VI.   Municipio Libre.
- VII.  Responsabilidad de los servidores públicos.
- VIII. Prevenciones Generales.
- IX.   De las reformas y de la inviolabilidad de la Constitución.

Dentro de los artículos más importantes con que cuenta la Constitución del Estado de Tabasco, están:
- Artículo 1. El estado de Tabasco es parte integrante de los Estados Unidos Mexicanos, perteneciente a una Federación establecida según los principios de la Constitución Política de los Estados Unidos Mexicanos.
- Artículo 2. Se reconoce a los pueblos y comunidades indígenas del establecidos en el Estado, su derecho a la libre determinación, mismo que se ejercerá en un marco constitucional de autonomía que asegure la unidad estatal y nacional.
- Artículo 3. El estado de Tabasco se integra por los municipios siguientes: Balancán, Cárdenas, Centla, Centro, Comalcalco, Cunduacán, Emiliano Zapata, Huimanguillo, Jalapa, Jalpa de Méndez, Jonuta, Macuspana, Nacajuca, Paraíso, Tacotalpa, Teapa y Tenosique. Con la extensión y límites que de hecho y por derecho les corresponden.
- Artículo 4. Los habitantes del estado tienen iguales derechos y obligaciones, en los términos de esta Constitución.
- Artículo 5. Son tabasqueños: los nacidos en territorio de la entidad; los hijos de padres tabasqueños nacidos en otra entidad; y los mexicanos que tengan domicilio establecidos con residencia efectiva de dos años por lo menos dentro de la circunscripción territorial del estado, y estén dedicados al desempeño de actividad lícita.
- Artículo 8. Esta Constitución reconoce como mecanismos de participación ciudadana al Plebiscito, el Referéndum y la Iniciativa Popular
- Artículo 9. El estado de Tabasco es libre y soberano en lo que se refiere a su régimen interior, dentro de los lineamientos que señala la Constitución Política de los Estados Unidos Mexicanos.
- Artículo 84. Esta Constitución no perderá su vigencia, aun cuando por alguna rebelión se interrumpa su observancia. En caso de que por algún trastorno público se establezca en el Estado un Gobierno contrario a los principios que ella sanciona, tan luego como el pueblo recobre su libertad, se restablecerá su observancia y con arreglo a ella y a las leyes que en su virtud se hubieren expedido, serán juzgados quienes hayan figurado en el Gobierno emanado de la rebelión, así como los que hubieren contribuido a esta.